# ユニコーン
ユニコーン（英語: Unicorn, ギリシア語: Μονόκερως, ラテン語: Ūnicornuus）は、一角獣（いっかくじゅう）とも呼ばれ、額の中央に一本の角が生えた馬に似た伝説の生き物である。語源はラテン語の ūnus 「一つ」と cornū 「角」を合成した形容詞 ūnicornis （一角の）で、ギリシア語の「モノケロース」（モノセロス） から来ている。非常に獰猛であるが人間の力で殺すことが可能な生物で、処女の懐に抱かれておとなしくなるという。角には蛇などの毒で汚された水を清める力があるという。海の生物であるイッカクの角はユニコーンの角として乱獲されたとも言われる。

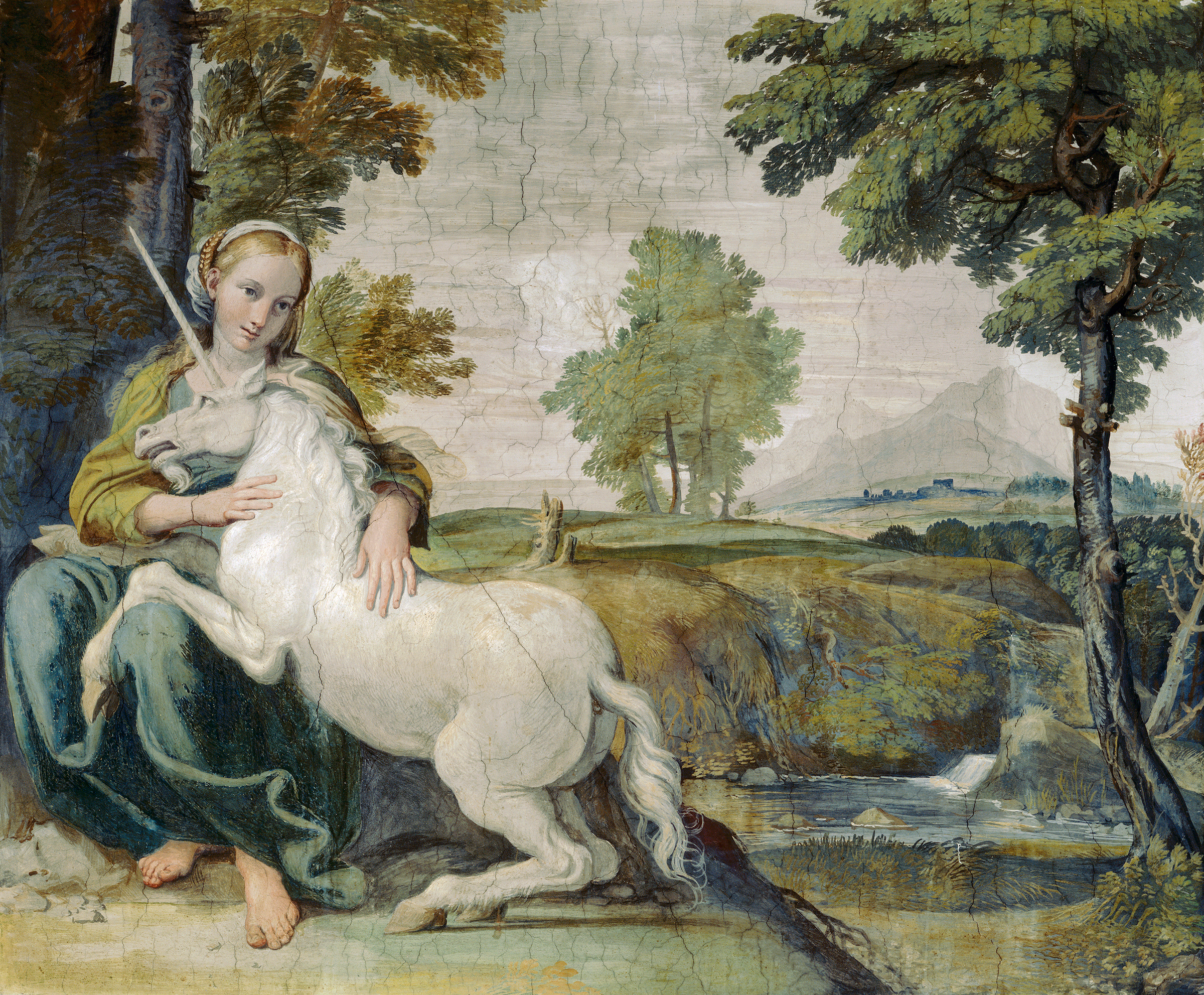
ドメニコ・ザンピエーリ（1581 – 1641） 「処女と一角獣」 フレスコ画、1604 – 1605年、ファルネーゼ宮、ローマ。

## 形態

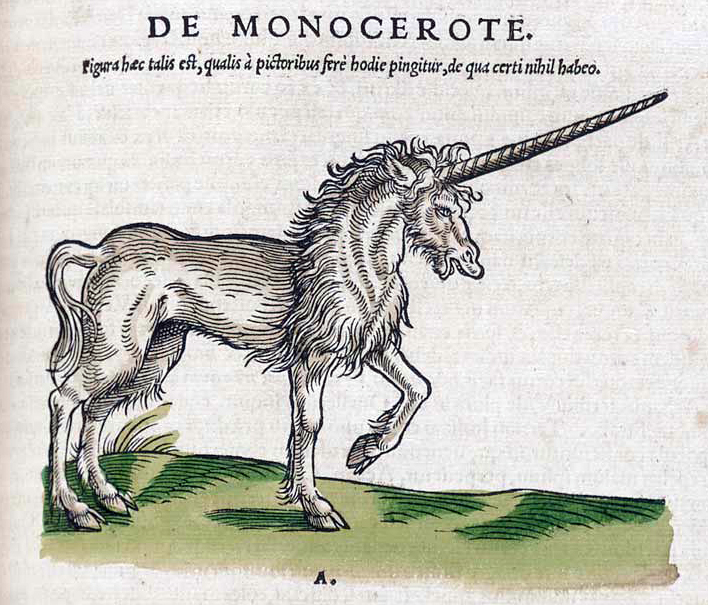
コンラート・ゲスナー（1516 – 1565） 『動物誌 第1巻 胎生の四足動物について』より、彩色木版画、1551年、チューリッヒ。

ユニコーンは、そのほとんどが、ライオンの尾、牡ヤギの顎鬚、二つに割れた蹄 を持ち、額の中央に螺旋状の筋の入った一本の長く鋭く尖ったまっすぐな角をそびえ立たせた、紺色の目をした白いウマの姿で描かれた。また、ヤギ、ヒツジ、シカに似た姿で描かれることもあった。角も、必ずしもまっすぐではなく、なだらかな曲線を描くこともあれば、弓なりになって後ろの方へ伸びていることもあり、鼻の上に生えていることもあった。ユニコーンは、山のように大きいこともあれば、貴婦人の膝に乗るほど小さいこともあった。時には様々な動物の体肢を混合させてできた生き物であった。ユニコーンと水には医薬的、宗教的な関係があるため、魚の尾をつけて描かれることもあった。アジアでは時おり翼を生やしていることすらあった。体の毛色も白色、ツゲのような黄褐色、シカのような茶色と変わっていったが、最終的には、再び輝くばかりの白色となった。
中世ヨーロッパの『動物寓意譚』（ベスティアリ, Bestiary, 12世紀）の中で、モノセロスとユニコーンはしばしば同じものとして扱われるが、中にはそれぞれを別のものとして扱うものもある。その場合、モノセロスはたいがいユニコーンより大きく描かれ、角も大きく非常に長い。またモノセロスの挿絵には処女が一緒に描かれていない。
フランスの小説家のフローベール（1821 – 1880年）が『聖アントワーヌの誘惑』（La Tentation de saint Antoine, 1874年）第7章の中で一本の角を持つ美しい白馬としてユニコーンを登場させ、現在ではその姿が一般的なイメージとなっている。

## 生態

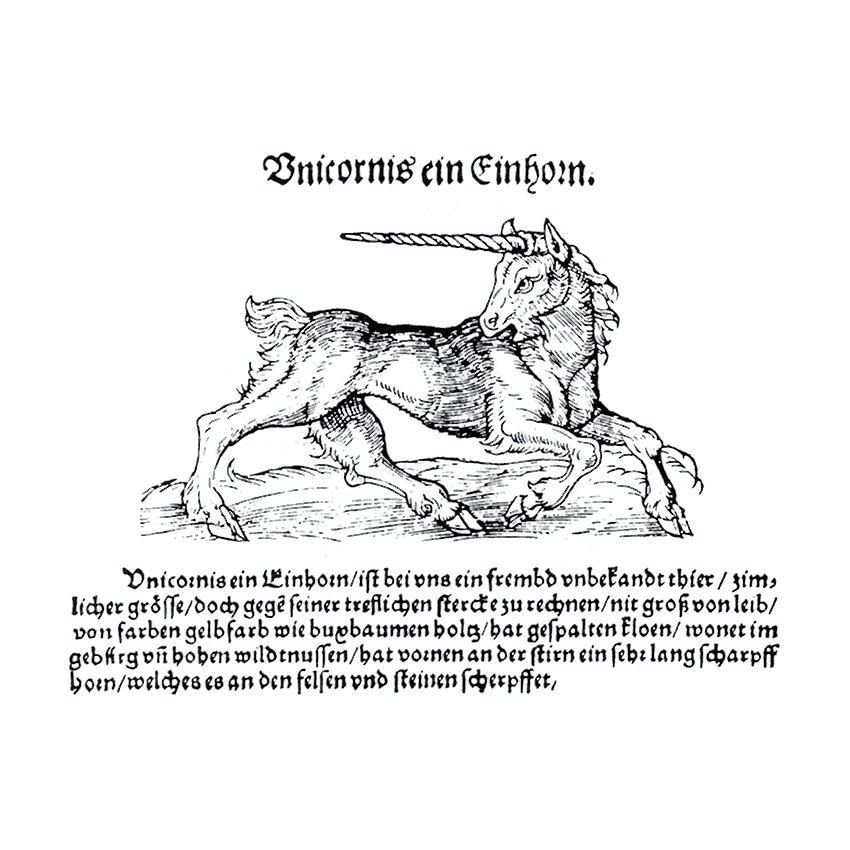
アルベルトゥス・マグヌス著、ヴァルテルム・リュフ訳 『動物について』（ドイツ語版）より、木版画、1545年、フランクフルト・アム・マイン。

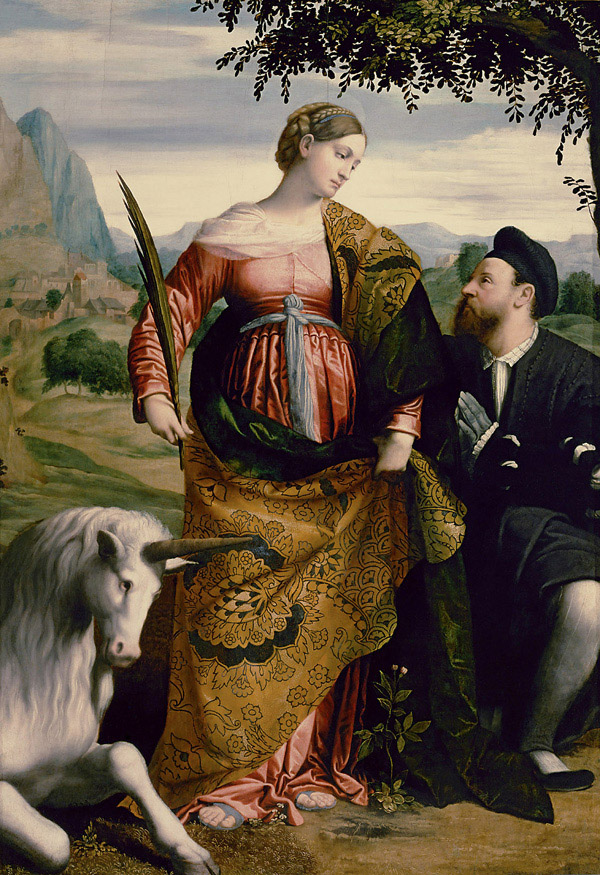
モレット・ダ・ブレシア 「一角獣を連れた聖ユスティナと寄贈者」 油彩画、1530 – 1534年頃、美術史博物館、ウィーン。

ユニコーンは極めて獰猛で、力強く、勇敢で、相手がゾウであろうと恐れずに向かっていくという。足が速く、その速さはウマやシカにも勝る。角は長く鋭く尖っていて強靭であり、どんなものでも突き通すことができたという。例えば、セビリアの教会博士の聖イシドールス（[560? – 636年）が著した『語源集』（Etymologiae, 622 – 623年）第12巻第2章第12 – 13節には、ユニコーンの強大な角の一突きはゾウを殺すことができるとある。このユニコーンとゾウが戦っている挿絵が『クイーン・メアリー詩篇集』（The Queen Mary Psalter, 1310 – 1320年頃、大英図書館蔵）に載っている。また、ドイツのスコラ哲学者、自然科学者のアルベルトゥス・マグヌス（1193? – 1280年）は『動物について』（De animalibus, 年代不詳）第22巻第2部第1章第106節で、ユニコーンは角を岩で研いで鋭く尖らせて、戦闘に備えているという。大ポンペイウス（前106 – 48年）はユニコーンをローマに連れて来て見世物にさせたという。
ユニコーンの角には水を浄化し、毒を中和するという不思議な特性があるという。さらに痙攣やてんかんなどのあらゆる病気を治す力を持っているという。この角を求めて人々は危険を覚悟で、ユニコーンを捕らえようとした。グリム童話の『勇ましいちびの仕立て屋』（KHM 20）には、仕立屋が国を荒らすユニコーンを捕まえる場面が出てくる。仕立屋は、ユニコーンを激怒させると素早く樹の後ろに隠れた。そこへ怒り狂うユニコーンが仕立屋をめがけて突進して来るが、その武器である貴重な角をうっかり樹に突き刺してしまう。こうしてユニコーンは、縄で縛られ、王の所に連れて行かれた。エドマンド・スペンサー（1552? – 1599年）の『妖精の女王』（第1章5歌10連）に出て来るライオンも、この方法を使ってユニコーンを出し抜いている。
ユニコーンを捕らえるもう一つの方法は処女の娘を連れて来てユニコーンを誘惑させて捕まえるというものである。不思議なことにユニコーンは乙女に思いを寄せているという。美しく装った生粋の処女をユニコーンの棲む森や巣穴に連れて行き、一人にさせる。すると処女の香りを嗅ぎつけたユニコーンが処女に魅せられ、自分の獰猛さを忘れて、近づいて来る。そして、その処女の膝の上に頭を置き眠り込んでしまう。このように麻痺したユニコーンは近くに隠れていた狩人達によって身を守る術もなく捕まるのである。しかし、もし自分と関わった処女が偽物であることがわかった場合は、激しく怒り狂い、自分を騙した女性を殺してしまうという。
処女を好むことから、ユニコーンは貞潔を表わすものとされ、さらにはイエス・キリストが聖処女マリアの胎内に宿ったことや、角を一本だけ有するユニコーンと「神のひとり子」 (unigentitus) とのアナロジーから、キリストにも譬えられた。しかし一方で、「悪魔」などの象徴ともされ、七つの大罪の一つである「憤怒」の象徴にもなった。レオナルド・ダ・ヴィンチ（1452 – 1519年）は『動物寓意譚』の中で「ユニコーンはその不節制さのために自制することを知らず、美しき処女への愛のために自分の獰猛さと狂暴さを忘れて乙女の膝の上に頭を乗せ、そうして狩人に捕らえられる」と言っている。ここではユニコーンは「不節制」（intemperanza）を象徴するものとされた。フランスの文学者、啓蒙思想家のヴォルテール（1694 – 1778年）は『バビロンの王女』（La Princesse de Babylone, 1768年）第3章の中で、ユニコーンを「この世で最も美しい、最も誇り高い、最も恐ろしい、最も優しい動物」（C'est le plus bel animal, le plus fier, le plus terrible et le plus doux qui orne la terre）として描いている。

## ユニコーンの角

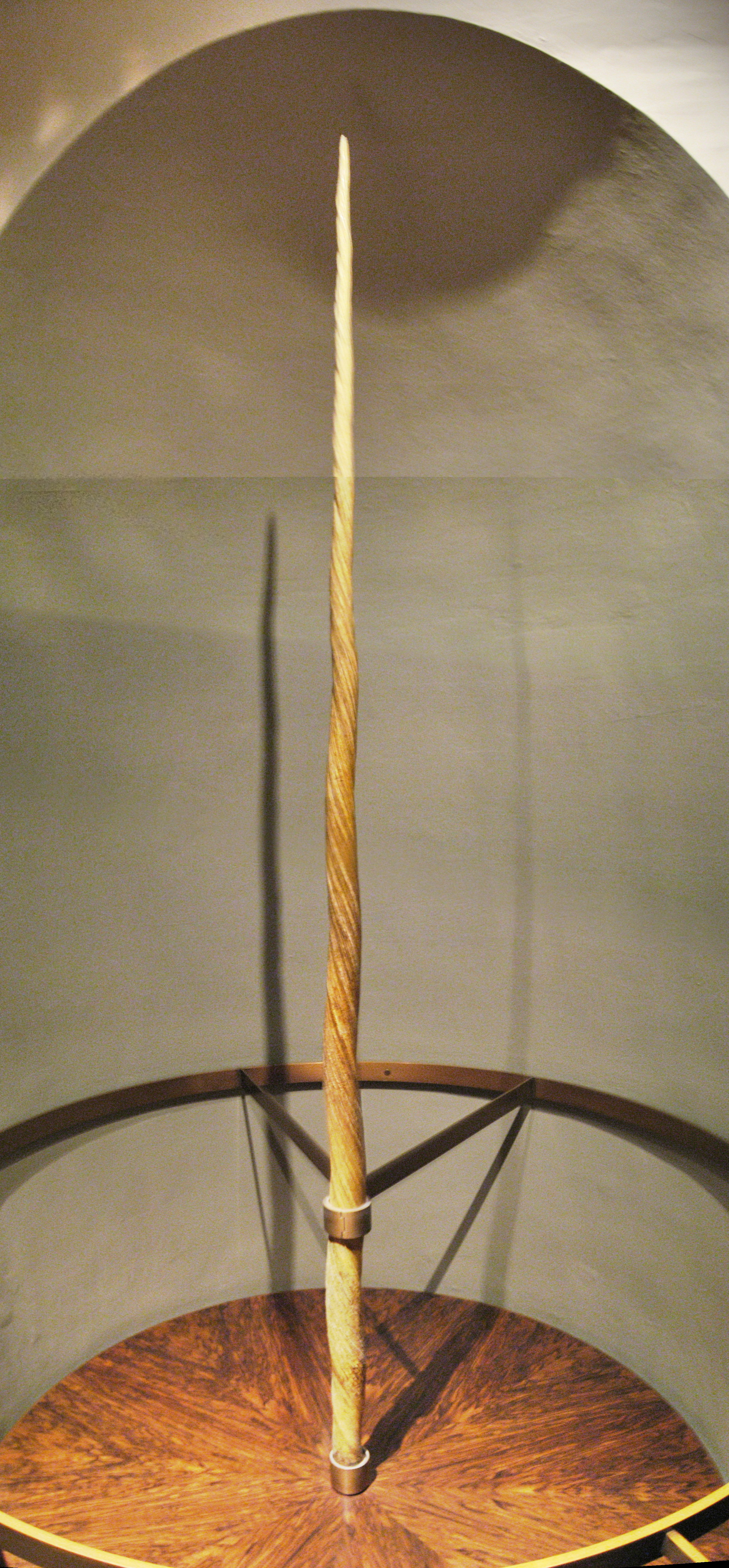
ユニコーンの角。実際はイッカクの牙である。16世紀前葉、ウィーン。

ユニコーンの角（アリコーン, alicorn）には解毒作用があると考えられ、教皇パウルス3世（1468 – 1549年）は大枚をはたいてそれを求めたという。また、フランス宮廷では食物の毒の検証に用いられたと伝えられる。言い伝えによれば、ユニコーンの角は毒に触れると無毒化する効果があるとされたが、後に毒物の成分が含まれた食物に触れると、汗をかくとか色が変化するなどの諸説も生まれたようである。ドイツ中世の詩人ヴォルフラム・フォン・エッシェンバッハの『パルチヴァール』には、聖杯王アンフォルタスに仕える家臣は、毒を塗った槍を受けて局所に傷を負った王の苦痛をいやすために様々な処置を施したが、一角獣については、その「角の下の部分で、ちょうど前頭骨の上部にあたる場所に生じるざくろ石を取り出した。そして石で王の傷を外から軽くこすって、傷口に押し入れた」（482,28-483,3）と記されている。
しかしこれらは北海に生息するイッカク（ウニコール）の角（実際には牙である）であった。これにより後々まで、ウニコールの名称で貴重な解毒薬や解熱剤・疱瘡の特効薬として珍重され、イッカククジラの角は多数売買された。しかし一部には、これらウニコールと偽って、セイウチの牙を売る事例も後を絶たなかったようだ。またその一部はオランダ経由で、江戸時代の日本にも輸入されていた。
当時の医学書には、真面目にウニコールの薬効に関しての記述があった程である。特に疱瘡の治療薬という部分に関しては、ペストの流行により、非常に高価であったにもかかわらず、飛ぶように売れたという記録も残っている。
これは元々、中国で毒の検知にサイの角を用いたのが伝播の過程で、一部の夢想家によって作り変えられたもののようだが、実際問題として、当時用いられた毒物でも、酸性やアルカリ性の毒物の場合は、動物性タンパク質の変化により、黄変するなりして、毒の検知に役立ったと思われる。またウニコールは動物性由来カルシウム器質なので、同様に上記の毒物には黄変する・脆くなるのでその代用とされた。同様の理由により銀のスプーンもイオン交換により変色するので中世以降は貴族のカトラリーには毒を感知するための銀器が多く使われるようになった。また中国ではサイの角の粉末を解熱剤・精力増強剤として扱っているが、興味深いことに、ウニコールが西欧から持ち込まれた際に、龍の角とも蛇の角とも言われ、解毒や毒の検知に非常に珍重されたとのことである。

## 古典文学
ヨーロッパにユニコーンを最初に伝えたのは、ギリシアのクニドス島生まれの医師・歴史家、クテシアス（前4世紀後半）である。彼がペルシア王アルタクセルクセス・ムネモン（在位 前404 – 358）の医師を8年間、務めていたときの見聞をもとに書いた『インド誌』（Τα Ἰνδικά, 前390年頃）第45節には、次のように記されている。

インドには、ウマぐらいの大きさか、もしくはそれ以上の大きさの野生のロバがいる。その体は白く、頭は暗赤色で、目は紺色、そして、額に縦 1 キュビット（約 44.46 センチメートル）ほどの長さの一本の角を持つ。角の根元、額から約 2 パーム（約 14.25 センチメートル）の所は純白で、真ん中は黒く、尖った先端は燃えるような深紅色である。角で作った杯を飲用に用いれば、痙攣を起こすことも、てんかんにかかることもなくなり、毒物に対しても免疫効果があり、服毒前もしくは服毒後にこの杯を使って、酒なり、水なり、何がしかの飲み物を飲んでおけばよい。家畜化されたロバ、他国の野生のロバ、その他の単蹄の動物すべてには、アストラガロス も、胆嚢もないが、インドのロバは両方とも持っている。そのアストラガロスは、私が見てきたものの中で、最も美しく、大きさや形はウシのそれに似ている。鉛のように重く、隅々に至るまで肉桂色である。この動物は、非常に力強く、足が速く、ウマを含め、いかなる動物にも追いつかれることはない。初めのうちは、ゆっくりだが、長く走ればそれだけ歩様は驚くほど増し、どんどん速くなる。これを捕まえる唯一の方法は次の通りである。仔を連れて餌場に現れた時を狙い、大勢の騎馬で取り囲めば、仔を見捨てて逃げることはせず、角を突き出して戦い、蹴り上げ、噛みつき、殺し、狩人にもウマにもすさまじい攻撃を仕掛ける。だが結局は矢や投げ槍が当たって死ぬ。生け捕りにすることはできない。その肉はひどく苦く、食すこともままならないので、角とアストラガロスのためだけに狩られる。--クテシアス 『インド誌』第45節

ユニコーンについての最初の記述は、現在のものとほぼ同じである。一本の角、解毒効果、俊敏さと獰猛さ、そして、周到な策を巡らして出し抜かなければ真っ向から向かって行っても捕獲できないということなど、既にこの時代からユニコーンの基本的な特徴についてほとんど記されていることがわかる。しかしクテシアスは実際にはインドに行ったことがなかった。
アリストテレス（前384 – 322）は、クテシアスからの報告を引用して『動物部分論』（Περι ζώων μορίων, 前350年頃）第3巻第2章の中で、次のように述べている。

角のある動物の大部分は先の割れた蹄を持つが、インドロバと呼ばれる動物は単蹄であるにもかかわらず、角があると伝えられている。これらの動物の大部分は、左右二本の角を持つが、中には、たった一本しか角を持たないものもいる。例えば、オリックスといわゆるインドロバで、前者は、先の割れた蹄を持つが、後者は単蹄である。このような動物は頭の真ん中に角が生えている。--アリストテレス 『動物部分論』第3巻第2章

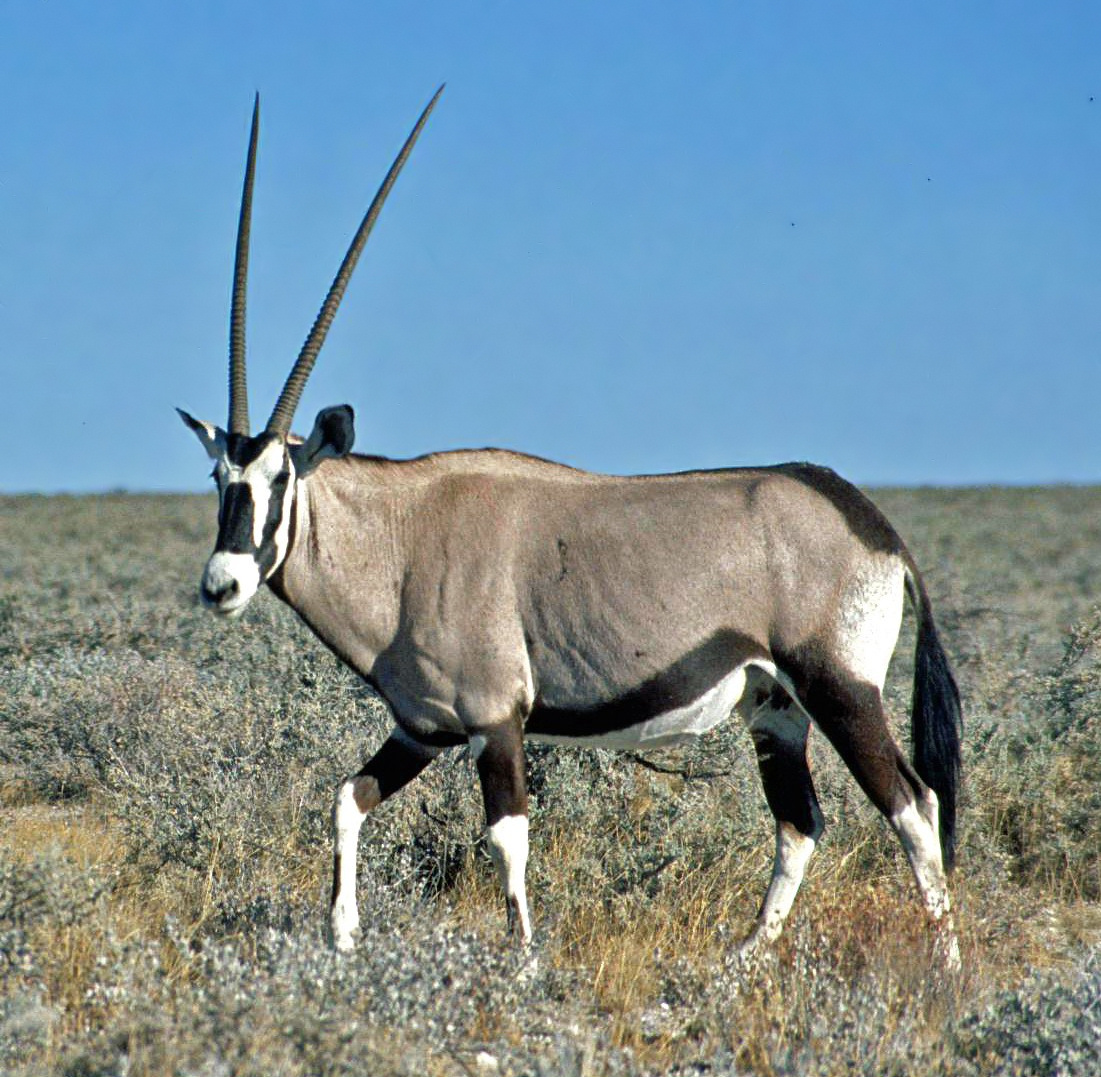
オリックス（ゲムズボック）（Oryx gazella）

さらに、この後、アリストテレスはユニコーンについての理論まで唱えている。すなわち、インドロバのような単蹄目が一角であることは、双蹄目の動物の場合よりも自然なことであり、それは蹄や爪が角と同じ物質でできているからであり、その原料を蹄に与える場合、その分を角から取ってくることになるからだと言っている。逆に、ウシやシカやヤギなどの角のある動物の大部分は、原料が角に使われるので、双蹄になると言う。しかし、アリストテレスは例外として双蹄だが、一角であるオリックスを挙げている。実際、オリックスは双角であるが、左右の角の付け根が近いので、真横から見ると一本に見えるのである。
同じようなことが『動物誌』（Περί ζώων ιστορίας, 前343年頃）第2巻第1章にもあり、単蹄で双角の動物は一つも見られないが、単角で単蹄のものは、インドロバのように少しはあるとし、単角で双蹄のものはオリックスとしている。また、アストラガロスについても述べられており、ここでも、クテシアスの報告が引用されている。
クテシアスの報告から約100年後、もう一人のギリシア人が、今度は実際にインドに旅をした。シリア王セレウコス1世（前358? – 281 / 280）の特派使節メガステネス（前350頃 – 280頃）である。大使としてチャンドラグプタの首都パータリプトラに駐在し、帰国後『インド誌』（Τα Ἰνδικά, 前290年頃）を著す。その中に、インドのユニコーンについての記述があり、彼はこのユニコーンを現地の言葉に従い、「カルタゾーノス」と名付けた。ただし、この獣はクテシアスの一角ロバとは異なった姿をしている。

インドのある地域（私が話すのは最も内陸の地域である）には、人を近寄せない野獣で一杯の山地があり、そこには、イヌ、ヤギ、ウシ、ヒツジといった私達の知っている動物も生息しているが、人に飼い馴らされることなくその辺りを自由に野生のままで歩き回っている。その数は非常に豊富であると、インドの作家も学者も述べ、その事はバラモンも認めているので明らかである。彼によるとここには、現地の人々にカルタゾーノス（καρτάζωνος）と呼ばれる一本の角のある動物がいると言う。十分に成長したウマほどの大きさで、たてがみを持ち、羊毛のような柔らかい毛で黄みがかった赤い色をしている。素晴らしい形状の肢をしており、とても足が速い。その肢は関節がなく、ゾウのようで、尾はブタのように渦巻き状である。角は眉毛の間に生え、滑らかではないが、螺旋状の筋が入っており、色は黒い。その角は非常に鋭く尖っており、強靭であると言われる。私が聞いた話では、この動物はとてつもなく大きく、耳障りな声を出すと言う。他の動物にはやさしく、近づくことを許すが、同種族の動物には好戦的な態度を見せると言う。雄は生まれつき好戦的で、互いに角で激しく突いて戦うだけではなく、雌に対しても敵意のようなものを示すと伝えられており、そこで激しい戦いが、しばしば弱者が死に至るまで繰り広げられる。確かに、体中に強大な力を持ち、その角の力に耐えられるものはいない。閑静な草地で草を食い、単独行動を好む。ただ繁殖期になるとこの獣は雌との付き合いを求め、雌に対してもやさしくなり、それどころか、雌とともに草を食むことすらある。繁殖期が終わり、雌が身ごもると、インドのカルタゾーノスは再び獰猛になり、単独行動をする。幼獣はまだ幼い時にプラシアの王の所へ連れて行かれ、祝典や頌詞の日の見世物で互いを戦わせ力強さを見せると言われる。成獣が今までに捕獲されたことは一度もない。--メガステネス 『インド誌』第15章

メガステネスの報告の中で、角に螺旋状の筋が入っていることが初めて述べられ、のちにユニコーンの古典的イメージの中に入り込んでいく。ユニコーンの鳴き声についても、その後のいくつもの報告の中で受け継がれ、反響を呼ぶことになる。獰猛なユニコーンも、雌がいるとおとなしくなることについて最初に示したのも、メガステネスである。これらの報告は実見に基づいたものではないが、他の人間、とくにバラモンの学者を引き合いに出すことで、正当化している。しかしこの報告の中のゾウの肢とか、ブタの尾などと言った表現は、サイを思わせるものであるが、サイについては別の章で報告されており、そこには、ゾウとの戦いの様子が記されている。ここに記されているサイがその敵の腹を引き裂くという残酷な戦いの記述はのちにユニコーンの性質に転化されることになる。
古代ローマ帝国最大の政治家にして軍人のカエサル（前102 / 100 – 44）は『ガリア戦記』（Commentarii de Bello Gallico, 前52 – 51年）第6巻第26節の中で、ゲルマーニア（Germania, ほぼ現在のドイツ）のヘルキューニアの森（Hercynia Silva, ゲルマーニアにある大森林で現在のドイツ中南部の山岳地帯の総称）に生息するユニコーンについて述べている。

シカの姿をしたウシがいて、その両耳の間の額の中央から一本の角が、我々に知られているものよりも長く、真っ直ぐに突き出ている。その先端は手や枝のように大きく広がっている。雌も雄も特徴は全く同じで、角の形も大きさも同じである。--カエサル 『ガリア戦記』第6巻第26節

しかし、ここに出て来るユニコーンは明らかにヘラジカかトナカイを思わせるが、ヘラジカ（Alces）についてはその後の第27節に記されている。
地理学者ストラボン（前64? – 後21?）は『地理誌』（Γεωγραφικά, 年代不詳）第15巻第1章第56節の中で、カフカース（コーカサス）に牡鹿のような頭を持つ一本の角]あるウマがいることを言っている。
古代ローマの博物学者、政治家のプリニウス（22 / 23? – 79）はユニコーンについて、『博物誌』（Naturalis historia, 77年）第8巻第31（21）章第76節の中で、角の解毒効果などの不可思議な現象を述べることなく、慎重に、簡潔にまとめている。

インドには、単蹄で、一本の角を持つウシもいる。それから、アクシス（Cervus axis）という名の野獣は、子鹿のような毛に、多くの白い斑がある。この動物はリーベル神（古いイタリアの神、バックス神と同一視される）にとって神聖なものと見なされ、宗教儀式の際に捧げられる。オルサエアのインド人はサルの一種を追い詰めている。それは全身、白い体である。しかし、最も獰猛な動物はモノケロース（monoceros, 一角獣）と呼ばれる野獣で、牡鹿の頭、ゾウの肢、イノシシの尾を持つが、体のその他の部分はウマの体に似ている。太いうなり声をあげ、2 キュビット（約 88.92 センチメートル）の長さの一本の黒い角が額の真ん中から突き出している。この動物を生け捕りにすることは、不可能だと言われる。--プリニウス 『博物誌』第8巻第31（21）章第76節

ここに出て来る角の長さは、クテシアスの言う一角ロバの二倍である。インドロバについては、第11巻第106（46）章第255節に「角のある動物はみなほとんど蹄が割れており、単蹄で双角の動物はいない。インドロバは一本の角のある唯一の動物で、オリックスは単角であり、双蹄でもある。インドロバは距骨を持つ唯一の単蹄の動物である。」とあり、同じようなことが第11巻第45（37）章第128節にも見られる。いずれもアリストテレスからの引用である。
その後、ユニコーンについてのギリシア人達の報告を後期ローマを通じて中世初期のキリスト教作家達へと伝えたのは古代ローマの著述家プラエネステのアエリアヌス（ギリシア語名 アイリアノス、170頃 – 235）である。彼の著作『動物の特性について』（Περὶ Ζῴων Ἰδιότητος, 220年頃）第3巻第41章と第4巻第52章には、クテシアスを引用しつつも、新たに二、三の細かな点が追加され、より詳しく説明されている。例えば、第3巻第41章では「インドに生息する一本の角のあるウマとロバについて言う。これらの角からインド人達は杯を作り、誰かが致命的な毒を入れ、それをある人が飲んだとしても、その人に害はない。というのはウマの角もロバの角も毒を解毒する力があるからだそうだ。」と言い、クテシアスを引用しながら、新たに一本の角のあるウマを付け加えている。第4巻第52章にも一角のロバとウマが紹介され、アエリアヌスはロバだけを詳しく述べている。内容的にはほとんどクテシアスの報告と同じだが、角の長さはさらに伸びて、1.5 キュビット（約 66.69 センチメートル）の長さとなっている（こういった角の延長は、もっと後代の作家達も時おり行う）。距骨は肉桂色ではなく、隅々まで真っ黒なものとされている。また、ユニコーンの角から作られた杯を使うのは最も身分の高いインド人だけであるということも書かれ、「彼らは金の輪を間隔を置いてその角のまわりにはめ込んだ。それは美しい彫像の腕を帯で飾るようだ」と言っている。この慣習は長い間受け継がれ、ヨーロッパ、ルネサンス期には金銀による装飾を施したユニコーンの角の器が作られた。アエリアヌスの報告で昔から変わらないことは、ユニコーンの足が速いということで、彼は「それを追いかけることは、詩的に言えば、到達不可能なものを追いかけるということである」と言っている。さらに第16巻第20章では、メガステネスの内容を引用してカルタゾーノスについて述べている。
ローマ時代末期に、ギリシアの哲学者、テュアナのアポロニオス（40頃 – 20頃）がユニコーンを目撃していた。そのことが、ギリシアの著作家フィロストラトス（170頃 – 247）の『テュアナのアポロニオスの生涯』（Τα εις τον Τυανέα Απολλώνιον, 1 – 2世紀）第3巻第2章に報告されている。それによると、インドを訪れたアポロニオスはヒュファーシスの沼沢池で一本の角を持つ野生のロバを見たと言う。角の解毒効果についても彼は聞いており、彼の弟子がユニコーンの角についてどう考えるべきかと尋ねた時、彼は「インドの王達がここでは不死であると聞けば、私はそれを信じるだろう。というのも、私やあるいは他の者にこのように健康的で治療力のある飲み物を提供できる者が、毎日自分のためにこれを注ぎ、酔いに至るまでこの角の酒杯から飲まないはずがないからだ」と答えている。
3世紀に古代ローマの著述家、文法家のガイウス・ユリウス・ソリヌス（3世紀）は大プリニウスの『博物誌』から地誌上の珍奇な事物や事柄を抜粋して集め、記述した著作『奇異なる事物の集成』（Collectanea rerum memorabilium, 250年頃）を発表した。この書[6世紀頃に改訂、増補され、『博物誌』（Polyhistor）として上梓されている。ここにも、ユニコーンについての記述が第52章第39 – 40節にある。

しかし、最も恐ろしいのは、モノセロス（monoceros, 一角獣）で、これは恐ろしいうなり声を上げ、ウマの体、ゾウの肢、ブタの尾、シカの頭を持つ怪物である。その額の中央から、素晴らしい輝きのある一本の角が突き出し、その長さはほぼ 4 ペース（約 118.36 センチメートル）で、それは非常に鋭く、何であろうと一撃で、容易に刺し通す。生きているものを人の力で手に入れることはなく、少なくとも殺すことはできても、捕まえることはできない。--ソリヌス 『奇異なる事物の集成』第52章第39 – 40節

大プリニウスと比較してみるといくらかの言葉遣いの違いが見られることがわかる。まず、プリニウスはモノセロスのことを fera （野獣）と言っているが、ソリヌスは monstrum （怪物）と言っている。こういった誇張した表現はその後も繰り返し使われる。ユニコーンの鳴き声もプリニウスは mugitu gravi （太いうなり声）だが、ソリヌスは mugitu horrido （恐ろしいうなり声）となっている。角の記述にも誇張した表現を見つける。プリニウスは普通の cornu nigrum （黒い角）とあるが、ソリヌスによれば、splendore mirifico （素晴らしい輝きのある）角だと言う。おまけに、角はとにかくとても鋭く、何でも一撃で切断することができるという。角の長さも、4 ペース（約 118.36 センチメートル）まで引き伸ばされている。このソリヌスの記述はのちに中世ヨーロッパの『動物寓意譚』（ベスティアリ, Bestiary, 12世紀）の原典の一つになる。
12世紀・13世紀ヨーロッパ各国で人気を博した、「インド」の謎のキリスト教王国を支配する司祭ヨハネことプレスタージョンの手紙には、自国で所持している一角獣はライオンと戦うが、ライオンは戦いが近づくと上記グリム童話「勇ましいちびの仕立て屋」（KHM 20）の主人公のように、堅固な高木の脇に陣取り、攻めてくる一角獣をかわし、一角獣が木に突き当てた角を引き抜くことができないところを仕留める。しかし、樹木のない所では一角獣がライオンを倒すと記されている。

## 旧約聖書
旧約聖書にもかつてはユニコーンが存在していた。以下にユニコーンが載っていたころの聖書の一つである5世紀のウルガタ聖書からユニコーンが出てくる箇所を列挙する。（[弧]の数字は現在の聖書における詩篇の篇数を示す）

- 神は彼らをエジプトから導き出された、その勇敢さは一角獣のようだ--『民数記』第23章第22節
- 彼の威厳は初子の雄牛のようであり、その角は一角獣のようだ。それで彼は国中の民を突き刺し、その全てを地の果てにまで及ぶ--『申命記』第33章第17節
- 一角獣はあなたに仕え、あなたの飼い葉桶のそばに留まるだろうか。あなたは一角獣に手綱をつけて、畝を作らせることができるだろうか、あるいはあなたに従って谷を耕すだろうか。その力が強いからと言って、あなたはこれに頼むだろうか、またあなたのために働かせるのか。あなたはこれに頼って、あなたの穀物を打ち場に運び帰らせるだろうか--『ヨブ記』第39章第9 – 12節
- 獅子の口から我が身を救いたまえ、一角獣の角から弱き我が身を護りたまえ--『詩篇』第21（22）章第22（21）節
- 主のみ声は香柏を折り砕き、主はレバノンの香柏を折り砕かれる。主はレバノンを子牛のように躍らせ、シリオンを若い一角獣のように躍らせる--『詩篇』第28（29）章第5 – 6節
- しかし、あなたは私の角を一角獣の角のように高く上げ、新しい音を授けられました--『詩篇』第91（92）章第11（10）節
- 主の剣は血で満ち、脂肪で肥え、子羊と山羊の血、雄羊の腎臓の脂肪で肥えている。主がボズラで犠牲の獣をほふり、エドムの地で大いに殺されたからである。一角獣は彼らと共にほふり場に下り、子牛は力ある雄牛と共に下る--『イザヤ書』第34章第6 – 7節

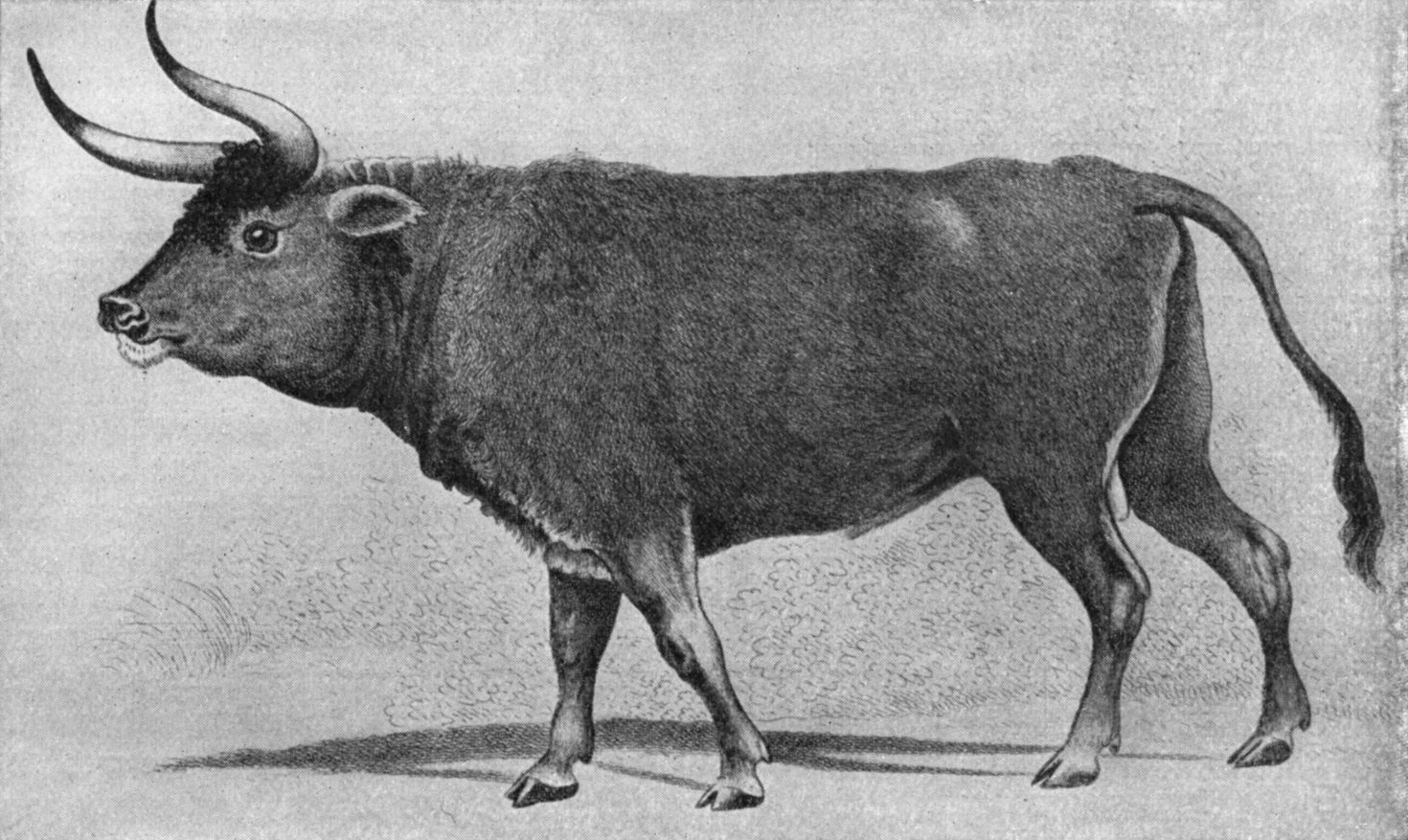
オーロックス（Bos primigenius）。ヘブライの伝承に登場する、雄牛に似た獣レ・エム（רְאֵם）のモデルとされている。

現代の聖書では「一角獣」の箇所が「野牛」と訳されているため「一角獣」という訳語は見つからない。しかし当時はこのように「野牛」ではなくはっきりと「一角獣」と記されていた。紀元前3世紀中葉に古代エジプト王プトレマイオス2世（前308 – 246）の命によってアレクサンドリア近郊のファロス島に送られた72人のユダヤ人学者達は、72日間で原本のヘブライ語旧約聖書をギリシア語に翻訳し、ギリシア語版旧約聖書『七十人訳聖書（セプトゥアギンタ）』を作った。この時ユダヤ人学者達は原文のヘブライ語の「レ・エム」（רְאֵם, rěēm, 野牛）という単語に「モノケロース」（μονόκερως, monokerõs, 一角獣）、すなわち「一角獣」という訳語を当てた。古代ヘブライ語聖書の中で、レ・エムは「力」を象徴する隠喩として述べられている。ヘブライ伝承でレ・エムは狂暴な、飼いならすことのできない、壮大な力を持った機敏な動物で強力な角を持っているという。これに相当するのがオーロックス（Bos primigenius）である。この見解はアッカド語の「リム」（rimu）から裏付けられる。リムは、力の隠喩として使われ、力強く、獰猛な、大きな角を持つ野牛である。この動物は古代メソポタミア美術の中で、横顔で描かれ、あたかも一本の角を持った牛のように見える。しかしこのころ、「レ・エム」の語に相当する野生の野牛、オーロックスは既に絶滅していて、誰も実物を見ることはできなかった。こうして、この『七十人訳聖書』から、ユニコーンは聖書の中に入った。ラテン語訳聖書『ウルガタ聖書』（405年ごろ完成?）はこれを引き継いだ。382年の教皇ダマスス（在位 366 – 384）の命により、当時の大学者聖ヒエロニムス（342? – 420）が中心となって完成させた。従来のラテン語訳聖書の大改訂版である。彼は「一角獣」を表すのに三つの単語を並列的に使った。すなわちギリシア語の「モノケロース」（monoceros, 一角獣）、「リノケロース」（rinoceros, 鼻の上に角を持つ者、サイ）、そしてラテン語の「ウーニコルニス」（unicornis, 一角獣）を無作為に用いた。この使用は何百年もの間、慣習的なものであり続けた。ルター（1483 – 1546）も『七十人訳聖書』や『ウルガタ聖書』と同様に訳した。イギリス国王ジェームズ1世（在位 1603 – 1625）の命によって、五十数人の聖職者や学者からなる翻訳委員が、1607年から1611年の間に完成させた英訳聖書『欽定訳聖書』（1611年）では、「ユニコーン」（unicorn, 一角獣）という訳語が使われた。実際にはサイやレイヨウに比定され、キュヴィエ（1769 – 1832）はその存在を否定した。
原文のヘブライ語聖書では、一度だけ額に一本の角の生えた動物が出てくる。預言者ダニエルが自分がスサの城砦に誘拐される幻想について語る『ダニエル書』第8章である。しかし、この無敵の一角獣も現在では「野牛」と訳されてしまっている。ダニエルはベルシャザル第3年にウライ川のほとりで二本の角のある雄羊を幻視する。

私が目を上げて見ると、見よ、一頭の雄羊が川（ウライ川）の前に立っているのが見えた。それには二本の角が生えており、二本とも長いが、片方はもう片方より長く、長い方は後から伸びたものであった。私は、その雄羊が西に、北に、南に突き進むのを見た。いかなる獣もこの雄羊には太刀打ちできず、その手から救い出せる者もいなかった。そして、この獣は自分の欲することをなし、大いに高ぶった。--『ダニエル書』第8章第3 – 4節

そこへ西から一頭の雄山羊がやって来た。

そして、私がずっと思い巡らしていると、見よ、一頭の雄山羊が西の方から全地の表を飛び渡って来たが、その肢は土を踏まなかった。これは目の間に堂々たる一本の角を持っていた。そしてこの雄山羊は、二本の角を持つ雄羊の所までやって来た。雄山羊は猛烈な怒りを抱いて雄羊に向かって走って来た。そして私は雄山羊と雄羊がぶつかり合うのを見た。雄山羊は雄羊に対して激しい敵意を示し、これを打ち倒して、二本の角を折ったが、雄羊は立ち打つことができなかった。こうして雄羊を地に投げ倒し、踏みつけたが、その手から救い出せる者はいなかった。そして、その雄山羊は大いに高ぶった。しかしこの雄山羊が最強になったとき、その大いなる角は折れ、四本の堂々たる角が生え、天の四方の風に向かった。--『ダニエル書』第8章第5 – 8節

この幻視はこの後、ある声によって預言者ダニエルに、「ギリシアの王」すなわちアレクサンドロス3世（大王）によるメディア王国とペルシア帝国の破滅を意味するものと告げられる。つまり強大な角を持つ雄山羊の最初の一本の角はアレクサンドロス大王を表し、その後に生えた四本の角はアレクサンドロスの後継者を名乗るディアドコイの王たちを表している。

## ノアの方舟に乗らないユニコーン
ユニコーンは飼い馴らしのきかない、たいへん凶暴な、無敵の、それゆえに自らの力を過信する傲慢な野獣だった。ユダヤ神話系の話が残る東欧の民話には高慢な性格のユニコーンが出てくる。その一つのポーランド民話ではユニコーンはノアの方舟以前の動物とされている。

ノアがあらゆる獣のつがいを方舟に入れた時、ユニコーンもまた受け入れた。ところがユニコーンは他の獣を見境もなく突いたので、ノアは躊躇なくユニコーンを水の中に投げ込んだ。だから今ではユニコーンはいない。--『ポーランド民話』

小ロシア民話でもユニコーンはこれと似たようなことをしている。自らの傲慢さのために自滅してしまうのである。

ノアが全ての獣を方舟に受け入れたとき、獣達はノアに服従した。ユニコーンだけがそうしなかった。ユニコーンは自らの力を信じ、「私は泳いでみせる」と言った。四十の昼と夜の間、雨が降った。鍋の中のように水は煮え立ち、あらゆる高みが水に覆われた。そして方舟の舷側にしがみついていた鳥たちは、方舟が傾くと沈んでしまうのであった。しかし、かのユニコーンは泳ぎに泳いでいた。だが鳥達がユニコーンの角に止まったとき、ユニコーンは水中に没してしまった。だからユニコーンは今日ではもう存在しないのだ。--『小ロシア民話』

1576年に印刷された絵入り聖書にトビーアス・シュティマー（Tobias Stimmer, 1539 – 1584年）が描いた木版画には、ユニコーンのつがいがその高慢さから、方舟に背を向けて、あとに残る様子が描かれている。

## フィシオロゴス

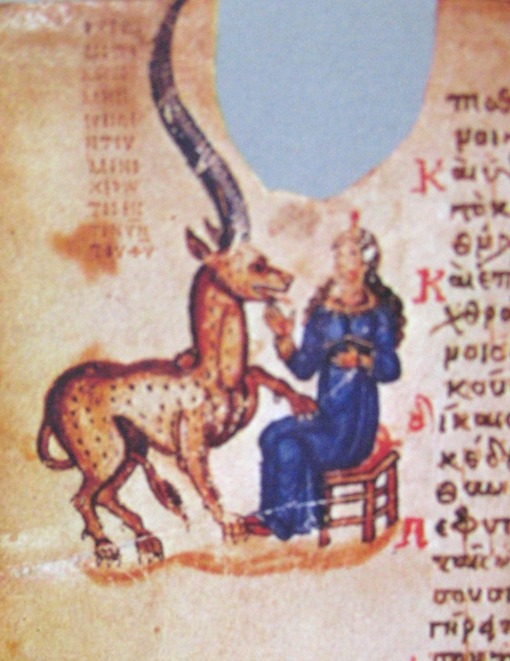
処女とユニコーン。聖ソフィア聖堂で典礼に使用された「フルードフ詩篇」より、細密画、9世紀、ビザンチン、モスクワ歴史博物館蔵。

ユニコーンのヨーロッパ伝承の三つ目の経路は、初期のキリスト教徒達の教本となった『フィシオロゴス』（Φυσιολόγος, 「自然を知る者、博物学者」）と呼ばれる博物誌である。この書は、動物（空想上の動物を含む）、植物、鉱物を紹介して宗教上、道徳上の教訓が、『旧約聖書』、『新約聖書』からの引用によって表現されているものであり、のちの中世ヨーロッパで広く読まれる『動物寓意譚』の原典になったと言われるものである。原本はギリシア語で書かれ、各章には、まず聖書の言葉が述べられ、その後にその生き物についての自然科学的な解説が続き、最後には道徳的な教えが述べられている。その第22章では以下のように書かれている。

詩篇作家（ダヴィデ）は言う。「主は私の角をモノケロース（一角獣）の角のように高く上げられる（『詩篇』第92章第10節）」と。フィシオロゴス（博物学者）はモノケロースが次のような性質を持つと言う。モノケロースは小さな獣で雄ヤギぐらいだが、途方もない勇気の持ち主であり、非常に力強いため、狩人も近づくことができない。それは頭の真ん中に一本の角を持っている。
さてどうしたらこれを捕まえられるだろうか。美しく装った汚れのない処女を近くに連れて来ると、それは彼女の膝に飛び乗って来る。そこで彼女はそれを飼い馴らし、王たちの宮殿へ連れて行くのである。
この生き物は、わが救世主の姿に引き写すことができる。なぜか。私達の父の角がダヴィデの家から蘇り、救いの角となられた（『ルカによる福音書』第1章第69節）。天使の力ずくでは、彼を打ち負かすことはできなかった（『ペテロの手紙一』第3章第22節）。彼は真実かつ純潔な処女マリアの胎内に宿った（キリストの受肉）。言葉は肉となり、私達の内に宿ったのである（『ヨハネによる福音書』第1章第14節）。--『フィシオロゴス』第22章

『フィシオロゴス』に載っているユニコーンの姿は古典文学の作家達が言うようなものと全く異なり、ウマでもロバでもなく、メガステネスの言うゾウの肢も持っていない。さらに、ユニコーンは処女によってのみ捕まえることができるという伝説も生まれた。この伝説の起源は、紀元前2000年頃に古代オリエントで成立したと言われる『ギルガメシュ叙事詩』にあると考えられている。ここに出て来る半獣半人のエンキドゥには一本の角は生えていないが、物語の構造は処女がユニコーンを誘惑する話とよく似ている。エンキドゥは、ウルクの王ギルガメシュの暴虐を鎮めるために神々の命により、女神アヌンナキによって土から作られた。しかし作られたばかりのエンキドゥは、獣たちとともに暮らしてばかりいたため、宮仕えの遊女、つまり神聖娼婦が派遣され、彼を誘惑し、六日と七晩の間交わい合い、獣達から引き離し、本来の目的地、王都ウルクへと連れていく。そこでギルガメシュとエンキドゥは激しく戦うが、やがて和解し両者は盟友となる。
この形式の神話はその後、インドへと伝わり、変形され、4世紀のサンスクリット文学の『マハーバーラタ』第3巻第110 – 113章に出て来るリシュヤシュリンガ（ऋष्यशृंग, 「鹿の角を持つ者」）の説話の形式をとる。梵仙（カーシャパ）ヴィヴァーンダカが湖畔で修行をしていると天女ウルヴァシーが舞い降りて来た。ヴィヴァーンダカは彼女の美しさに見とれて思わず精を漏らしてしまった。ところがそばで水を飲んでいた牝鹿がこれを一緒に飲み込んでしまい、やがて一人の息子を生んだ。この息子は人間の姿をしていたが、額の中央に一本の角が生えていた。それゆえ彼は「リシュヤシュリンガ」（鹿角仙人）と呼ばれた。彼は父の他は人間を目にすることなく、修行を積んだ。さてこの頃、アンガ国は12年間に及ぶ大旱魃に苦しんでいた。ある時アンガ国王ローマパーダの夢枕にインドラ神が立ち、リシュヤシュリンガを王都に連れて来れば旱魃は止むであろうと告げる。そこで王は大仙のもとへ遊女（または王女）を派遣する。女性達は父以外の人間を見たことのないリシュヤシュリンガをまんまと誘惑し、王都に連れて来る。大仙が王都に足を踏み入れるや大雨が降り、旱魃は解消する。このリシュヤシュリンガの遊女による誘惑と災厄の解消が西へ伝わり、ユニコーンの処女による捕獲、角による解毒と形を変え、『フィシオロゴス』からヨーロッパに伝わっていった。
聖バシリウス（330? – 379年）が書いたと言われている後代の『フィシオロゴス』には、『詩篇』第22章第21節の中でダヴィデがユニコーンからの魂の救いを祈っている詩篇について次のように述べている。「一角獣は人間に対して悪意を抱いている。一角獣は人間を追いかけ、人間に追いつくや、その角で人間を突き刺し、食べてしまうのである……よいか、人間よ、汝は一角獣から、すなわち悪魔から身を守らねばならぬ。なぜなら、悪魔は人間に悪意を持ち、人間に邪悪なることをなすためにこそ送られて来たのだから。昼も夜も悪魔はうろつきまわり、その詭弁で人間を貫き通しては、神の掟から人間を引き離すのだ」このようにユニコーンは救世主の象徴であると同時にその敵対者の悪魔の象徴でもあった。中世ではこのような「両義性」というのは珍しいことではなかった。バシリウスの『フィシオロゴス』にはゾウとユニコーンの友情の話も載っている。「ゾウには関節がないので、木に寄り掛かって眠る習性を持つ。そこで狩人達がその木に切り込みを入れておくと、ゾウは大きなうなり声をあげながら木とともにひっくり返る（カエサルの著作『ガリア戦記』第6巻第27節では関節のないヘラジカが同じように狩られる）。隠れていた場所から狩人達が急ぎやって来て、無防備に横たわるゾウの顎から象牙を引っこ抜き、急いで逃げてしまう。それは狩人達がユニコーンに急襲され、その餌食とならないようにするためである。しかしユニコーンの到着が間に合えば、ユニコーンは倒れたゾウの傍らにひざまずき、その体の下に角を差し入れ、ゾウを立たせるのである」ここでもまたユニコーンは救世主の象徴となっている。つまり「われらが主イエス・キリストは王者の角として表されている。われらすべての者の王は人間が倒れているのを、そしてその人間が慈悲に値するのをご覧になると、そこへやって来られ、その者を抱き起こすのである」この『フィシオロゴス』はアレゴリーに重点を置きユニコーン自体ではなく、その性質からたとえられている。「ユニコーンは良き性質と悪しき性質を持っている。良き性質はキリストおよび聖人にたとえられ、悪しき性質は悪魔や悪しき人間にたとえられる」
ユニコーンに関する話を載せた『フィシオロゴス』の断片はもう一つある。「ある地方に大きな湖があって、野の獣達が水を飲もうと集まる。しかし動物達が集まる前に、ヘビが這い寄って来て、水に毒を吐く。動物達は毒を感じると、もう飲もうとしない。彼らはユニコーンを待っているのである。そしてそれはやって来る。ユニコーンはまっすぐ水の中まで入る。そうして角で十字を切ると、もう毒の力は消え失せて、彼は水を飲む。他の動物達もみんな飲む」ギリシア人達がインドから聞き伝えた角の解毒作用が再び登場している。

## 人を追いかけるユニコーン
バールラームがヨサファートの洗礼の心構えのために話した寓話の中に、人を追いかける獰猛なユニコーン（当初はサイだったかもしれない）が出て来る。この伝説が語られる異本は13 – 14世紀の聖人伝集のいくつかに存在する。また、ボーヴェのヴァンサン（1190? – 1264年）の『自然の鏡』（1245 / 1250年）のような百科事典的な作品にもある。以下に述べるのは、ジェノヴァ大司教ヤコブス・デ・ウォラギネ（1230? – 1298年）が13世紀に書いた『レゲンダ・アウレア』（Legenda aurea, 1267年ごろに完成）の第174章 「聖バルラームと聖ヨサパト」の中のものである。

昔、セナールという国の近くの砂漠にバールラームという名の男が住んでいた。彼は多くのたとえ話をして、この世の偽りの快楽に陥らぬよう人々に説教を行っていた。このようなわけで、彼はある男のことについて語った。その男はユニコーンに食べられないようにと、男を食べようとしているユニコーンから急いで逃げようとして、深淵（または井戸）に落ちてしまう。それでも男は灌木の枝につかまることができた。だが、彼の足は滑りやすく、もろい場所に置かれていた。怒り狂うユニコーンが上から男を見下ろしている一方で、男の下の方には恐ろしいドラゴンが火を吹き、口を大きく開けて、男が落ちてくるのを待っているのが見えた。さらに滑りやすい足場の四方からは、四匹のヘビが体を伸ばし、頭を突き出していて、男がつかまっている灌木の根元には、黒いネズミと白いネズミの二匹が根元をかじっており、今にも引きちぎれそうであった。ところが男が上を見上げると、灌木の小枝から蜜が一滴垂れているのが目に入った。そこで男は自分の身に迫るあらゆる危機を忘れて、その蜜の甘さに束の間酔いしれるのである。このユニコーンというのは、人間を至る所追いかけて来る死である。深淵はこの世であり、あらゆる災いに満ちている。灌木は人間の命を意味し、それを昼と夜という時間が白と黒のネズミのようにかじっており、必ず落下することになる。四匹のヘビは身体を表しており、身体は四元素から成り、その秩序が乱れたとき、四元素は解体せざるを得ない。ドラゴンは人間を今にも飲み込もうとしている地獄の入り口である。しかし、蜜は、この世のはかない快楽である。この快楽に人間はふけり、全ての危機を忘れるのだ。--ヤコブス・デ・ウォラギネ 『レゲンダ・アウレア』 第174章 「聖バールラームと聖ヨサファート」

このたとえ話では『詩篇』第22章第21節のユニコーンのようにいついかなるところでも人間に追い迫ってくる「死」の象徴と考えられていた。後代の『フィシオロゴス』のユニコーンが人間を追いかけ、人間に追いつくと食べてしまうという話の出所は、この話ではないかといわれている。

## 他地域に伝わる一本の角を持つ馬

### 中国
𩣡もしくは䮀、䑏疏という一本角の馬が、古代中国の様々な事柄を書いた地誌『山海経』や郭璞の書いた『江賦』などの古代の本に記されている。
- 中国の一角獣
  - 麒麟（チーリン）
  - 獬豸（カイチ）

### 日本
『南島雑話』に牝馬に角が生えた逸話が収録されている。
馬の角一夜に生じ一夜に落と云。西（にし）間切篠川（しのかわ）村の百姓の飼処の駄馬なり。新納仁郎買て大和に持帰る。　長さ五寸、四角立、如レ図。
西間切篠川に、少し気たらはん嶌人次郎と云もの、人の下人となりて馬の飼けるに、女馬一夜に弐つ角を生み、又一角を生る。処の駄馬も常に馬に異る形ちはよく、却（かえつ）て馬形常並より劣れり。新納仁郎其角買て、大和に持登る。

### ロシア
- インドリク（英語版） ‐ ロシアに伝わる聖なる山に棲んでいる一角獣。

## 紋章獣としてのユニコーン

イギリスの国章

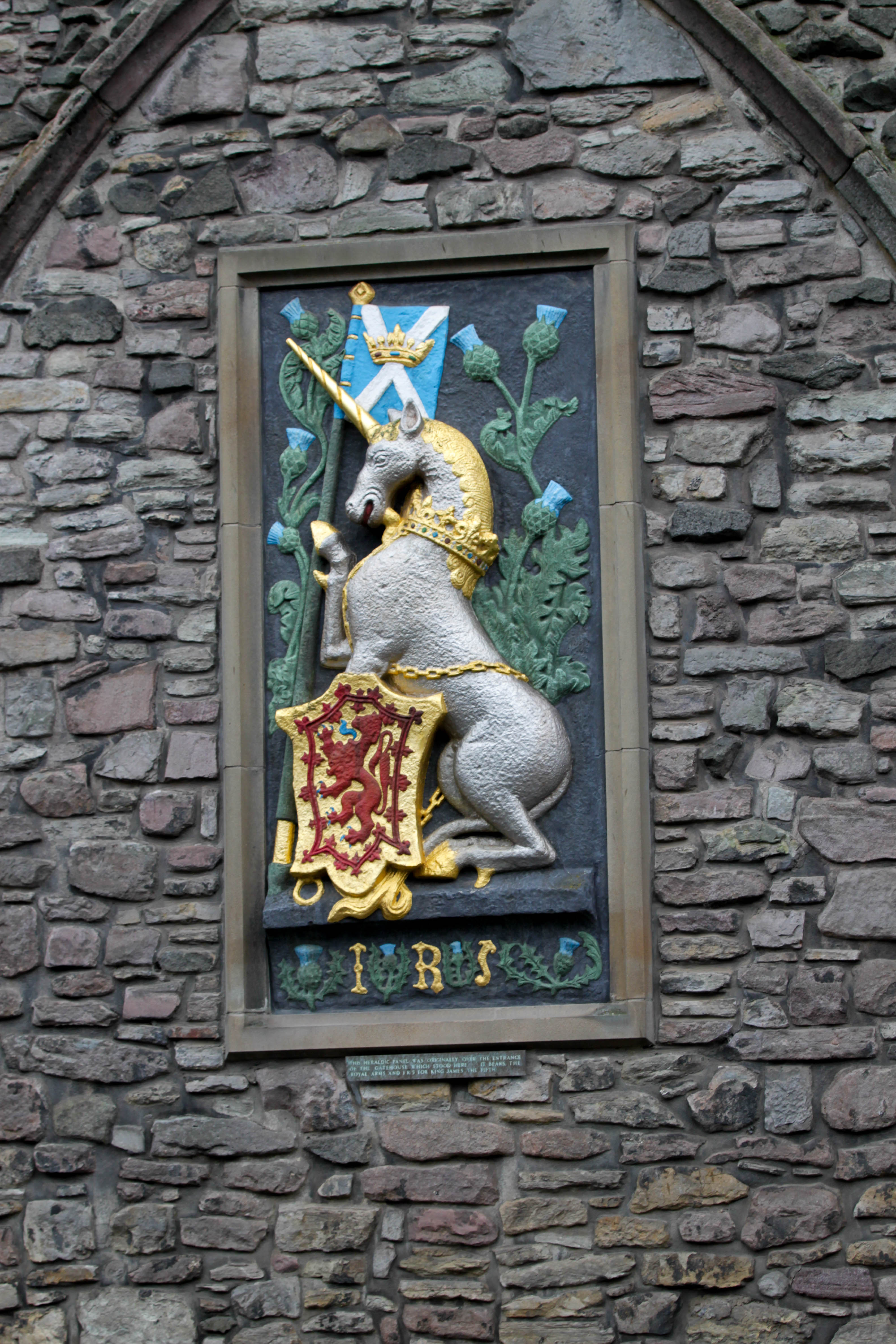
スコットランド王家の紋章

スコットランド王家の象徴にもなっており、グレートブリテン王国成立以後、現在のイギリス王家の大紋章には、ユニコーンがシニスターに、イングランド王家の紋章にも用いられているレパード（獅子）がデキスターにサポーターとして描かれている。
ロンドンの薬局協会の紋章には、二頭の金のユニコーンがサポーターとして描かれているが、ライオンの尾ではなくウマの尾である。
シエナのパリオ祭には、ユニコーンの紋章を持つコントラーダ（小地区）がある。

## 伝承
古代にヨーロッパに住んでいたケルト民族がキリスト教の伝来以前に信仰していた、ドルイド教の民間伝承の怪物として伝えられていた。そこに近い地域において、イッカクの角がユニコーンの角とされていたりもした。
したがってユニコーンの伝承は、周辺地域における角を持つ動物（サイ、オリックス、オーロックス、アイベックス、ヘラジカ、トナカイ、イッカクなど）の逸話やエラスモテリウムなどの古生物の化石の発掘の報告がヨーロッパに伝わって一つに統合された結果であると考えることができる。
インドサイは「インドに棲息する動物」「好戦的な気性」「額にある一本角」というユニコーンの特徴と合致するため、古代ギリシャ時代以降にインドサイが伝聞の過程で誇張されてしまった空想上の生物という説もある。実際にマルコ・ポーロはジャワサイをユニコーンと信じて旅行記に記録していた。
また、インドでは額から一本の鹿角を生やした仙人リシュヤシュリンガが美女に誘惑されるという伝説があり、これがユニコーンの起源であると言う説もある。